# Cirrhilabrus exquisitus
Cirrhilabrus exquisitus är en fiskart som beskrevs av Smith, 1957. Cirrhilabrus exquisitus ingår i släktet Cirrhilabrus och familjen läppfiskar. IUCN kategoriserar arten globalt som otillräckligt studerad. Inga underarter finns listade i Catalogue of Life.